# İkinci Nügədi
İkinci Nügədi è un comune dell'Azerbaigian situato nel distretto di Quba. Conta una popolazione di 7 952 abitanti.